# خافيير أغيري (مخرج)
خافيير أغيري (بالإسبانية: Javier Aguirre)‏ هو كاتب سيناريو ومخرج إسباني، ولد في 13 يونيو 1935 في سان سيباستيان في إسبانيا.

## وصلات خارجية
- خافيير أغيري على موقع IMDb (الإنجليزية)
- خافيير أغيري على موقع أول موفي (الإنجليزية)
- خافيير أغيري على موقع كينوبويسك (الروسية)